# Бобров Гліб Леонідович
Гліб Леоні́дович Бобро́в (рос. Глеб Леонидович Бобров; * 16 вересня 1964, місто Красний Луч, нині Луганської області, Україна) — російський письменник, журналіст, драматург родом з України. Член Спілки письменників Росії (2007). Голова «спілки письменників ЛНР» . Одіозно відомий писемними матеріалами українофобного змісту.

## Творчість
Автор книг «Солдатська сага» (Москва, 2007), «Епоха мертвонароджених» (Москва, 2008). Співавтор (із Миколою Грековим, Костянтином Дерев'янком) книги «Тарас Шевченко — хрещений батько українського націоналізму» (Луганськ, 2005), та співавтор (із Костянтином Дерев'янком) «Українка проти України» (Луганськ, 2012). 

## Оцінки творчості
Книга присвячена творчості Лесі Українки «Українка проти України» визнана оглядачами українофобською, зазначивши, що «риторика авторів дивним чином нагадує риторику Кремля та Російської православної церкви по відношенню до всього українського. Можливо тому Бобров став першим літератором із Луганська, якого прийняли до Спілки письменників Росії». 
Лауреат премії літературно-художнього журналу «Звезда» (Санкт-Петербург) за найкращий дебют 2005 року (оповідання «Чужі Фермопіли»). Письменник Яків Гордін, співредактор журналу «Звезда», зазначив: «„Чужі Фермопіли“ Гліба Боброва — жорстоке оповідання. Це навіть не стільки оповідання, скільки „життєва історія“. Читати такі історії важко, але — потрібно».

## Інтернет-ресурси
- Сторінка письменника на сайті Миротворець  Провокатор, пособник терористів, постачальник, Голова Спілки письменників ЛНР [Архівовано 8 березня 2016 у Wayback Machine.]
- Скоркін Костянтин. Гліб Бобров став першим літератором із Луганська, якого приняли до Спілки письменників Росії // Новини Луганська, 26 грудня 2007(рос.)
- Білокобильський Олександр. У Москві випустили роман луганського письменника про війну в сьогоднішній Україні // Новини Луганська, 13 серпня 2008(рос.)
- Чуксін Микола. «Епоха мертвонароджених» Гліба Боброва: Нотатки рядового читача // Новини Луганська, 21 січня 2008(рос.)
- Okopka.ru Сторінка Гліба Боброва [Архівовано 15 лютого 2009 у Wayback Machine.](рос.)